# Picún Leufú
Picún Leufú é uma cidade da Argentina, localizada na província de Neuquén.